# Corporate Express
Pour les articles homonymes, voir Corporate (homonymie) et CXP.
Corporate Express N.V. (Euronext : CXP, NYSE : CXP) était une entreprise néerlandaise de fournitures de bureau auparavant connue sous le nom de Buhrmann.
En 1999, Burhmann N.V. acquiert la Corporate Express pour 1,1 milliard de dollars.
En 2007, après avoir fusionné avec Corporate Express, Buhrmann N.V. change définitivement le nom de la société mère néérlandaise en Corporate Express.
En juin 2008, Corporate Express est racheté par l'Américain Staples pour 1,7 milliard d'euros. Corporate Express était sur le point de racheter la société française Lyreco pour créer un concurrent à Staples, puis a finalement préféré se rapprocher de ce dernier.
En 2008, après fusion, le titre a été retiré de la cotation Euronext